# 우랄알타이어족
우랄알타이어족(Ural-Altaic) 또는 투란어족(Turanic)은 우랄어족과 알타이어족을 묶은 언어동조대 내지 가설적 어족이다. 학문적으로 처음 주장한 카스트렌(Matthias Alexander Castrén)은 양 제언어 간의 유사점은 인도유럽어족에서처럼 발견되지는 않으나 이들 언어가 한 어족이 될 증거가 곧 발견될 것이라고 주장했다. 현대에는 우랄알타이어족은 물론 알타이어족의 성립도 논쟁적이며, 학계에서 널리 받아들여지지 않는다.

## 역사
19세기에 마티아스 카스트렌, 막스 뮐러 등이 구체화시킨 이후 널리 알려졌으나, 핀란드의 언어학자 구스타프 욘 람스테트와 러시아의 언어학자 니콜라스 포페는 우랄알타이어족의 폐기를 주장하였다. 1960년대부터는 알타이어족의 성립도 학계에서 거부되기 시작하며 가설은 더욱 영향력을 잃었다. 세르게이 스타로스틴은 공동 저술한 《알타이어족 어원 사전》에서 우랄-알타이어족 가설이 "이제 완전히 폐기된 발상"이라고 규정했다.

## 유형학
다음과 같은 우랄-알타이어에 속하는 언어들 사이에서 널리 발견되는 몇 가지 유형적 유사점이 일반적으로 제기된다.
- 주어-목적어-동사 어순
- 대부분의 언어에서 보이는 모음 조화
- 주로 교착어적인 특성과 접미사의 사용
- 제로 코퓰러(코퓰러가 명시적으로 나타나지 않는 것)
- 비한정절
- 문법적 성의 부재
- 초성에 자음연쇄가 오지 않음
- 존재절에 대한 별도의 동사가 있으며 "가지다"와 같은 일반적인 소유 동사와 구분됨

## 언어 동조대로서
언어학자 유하 얀후넨은 우랄알타이어족이 계통적 관계로서는 기각되어야 하지만, 잘 정의된 언어동조대로서는 여전히 유효한 개념이라고 주장했다. 그의 견해에 따르면, 우랄알타이어 동조대는 네 가지 핵심 어족(우랄어족, 튀르크어족, 몽골어족, 퉁구스어족) 간의 역사적 상호작용과 융합을 통해 형성되었으며, 이러한 어족들은 상대적으로 주변적이던 한국어와 일본어에도 큰 영향을 미쳤을 것이다. 한편 마이클 포테스큐(Michael Fortescue)는 우랄어족을 유카기르어, 축치캄차카어족, 에스키모알류트어족을 포함한 우랄-시베리아 동조대로 연결지으며 알타이어의 유형적 특징과 대조시켰다.
계통적 연관성과 별개로 우랄알타이어는 언어 수렴대로서 볼 여지가 있다. 유하 얀후넨은 여전히 차용어 외에는 이 어족들 간의 유전적 관계나 대량의 공통 어휘가 입증되지 않지만 이들이 언어적 고향을 공유했을 것으로 추정했다. 그에 의하면 튀르크어족, 몽골어족, 퉁구스어족 언어는 모두 만주 지역에서 사용되었을 것이며 우랄어족 언어의 유형론적 구조의 유사성 또한 이들과의 긴밀한 접촉 없이 출현했을 가능성은 거의 없다. 따라서 그는 이러한 유사성을 수천 년 전 과거의 상호 접촉의 결과로 추론하였다.

## 같이 보기
- 알타이 제어
- 우랄어족
- 노스트라트어족